# Plače
Plače este o localitate din comuna Ajdovščina, Slovenia, cu o populație de 207 locuitori.